# Jhunjhunun (huyện)
Huyện Jhunjhunun là một huyện thuộc bang Rajasthan, Ấn Độ. Thủ phủ huyện Jhunjhunun đóng ở Jhunjhunun. Huyện Jhunjhunun có diện tích 5928 ki lô mét vuông. Đến thời điểm năm 2001, huyện Jhunjhunun có dân số 1913099 người.